# Torre Hilton
La Torre Hilton (gestionada desde 2011 bajo el nombre de Meliá Valencia) es el rascacielos más alto de Valencia en España, situado en la avenida de las Cortes Valencianas, 52 en el distrito de Benicalap. El edificio se abrió al público el 1 de mayo de 2007 y tiene una altura de 117 metros y 29 plantas. Diseñada y construida por el estudio de arquitectura valenciano Hadit Arquitectos consta de dos cuatro volúmenes: un basamento de 10 m de altura que ocupa casi la totalidad del solar, donde se ubican las zonas comunes del hotel; dos torres de 500 m² de planta formadas por la macla de un cilindro y un prisma cuadrangular, una de ella con 13 plantas y la otra con 29 plantas; y un núcleo de comunicaciones verticales que alberga tres ascensores panorámicos y una escalera, ubicado entre ambas torres, con 33 plantas. Su construcción comenzó en 2003 y acabó el 12 de abril de 2006.
En un principio albergaba el hotel de 5 estrellas Hotel Hilton (de ahí el nombre de la torre). La empresa propietaria lo puso en venta el 28 de enero de 2009 por motivo de las diferencias entre la constructora y la cadena de Hoteles Hilton, entrando en concurso de acreedores. El inversor libanés Boutros El Khoury, propietario de Continental Property Investments (CPI), compró el establecimiento por 42 millones de euros, para posteriormente alquilarlo al Grupo Sol Meliá por un periodo de diez años prorrogables.
Desde 2011, el edificio opera bajo la gestión y la marca de la cadena hotelera Meliá, tiene categoría de 4 estrellas, cuenta con 304 habitaciones distribuidas en 29 plantas, 33 suites y 2 suites presidenciales. El edificio dispone de un gran centro de convenciones de casi 2.000 m² y 18 salas de distintas capacidades para todo tipo de eventos, además de dos restaurantes, un executive club en la planta 26 spa, piscina climatizada y gimnasio.